# Marta Fernández Martín
Marta Fernández Martín (Saragossa, 23 d'agost de 1966) és una política aragonesa, diputada de Vox i presidenta de les Corts d'Aragó des del 23 de juny de 2023.

## Biografia
Nascuda a Saragossa, Fernández és llicenciada en Dret per la Universitat de Saragossa i ha treballat com a advocada quatre anys. Després d'un any com a assistenta administrativa a Ibercaja, va passar a treballar en el departament de Recursos Humans d'Osca Gas entre els anys 1999 i 2019.
Fernández va ser una dels tres diputats electes de Vox en les eleccions de 2019 a les Corts d'Aragó. El 2023, el partit va augmentar a set escons i ella vaig ser nomenada presidenta de les Corts després d'un acord amb el Partit Popular. És la segona dona en ocupar aquest càrrec, després de Violeta Barba.
Després de ser nomenada presidenta, Fernández va tancar els seus perfils a les xarxes socials, afirmant que les seves opinions anteriors les feia com figura política, però que des de llavors representava una institució. Prèviament, havia utilitzat les seves xarxes per a criticar les mesures contra la pandèmia de la COVID-19, negar el canvi climàtic, descriure al president del Govern d'Espanya Pedro Sánchez com "dictador comunista" i afirmar que la ministra Irene Montero només sabia "agenollar-se".